# CDGVAL
La CDGVAL (Charles De Gaulle VAL) è una metropolitana automatica di tipo VAL (trasporti) che serve l'aeroporto Charles de Gaulle di Parigi con due linee, la prima aperta il 4 aprile 2007 e la seconda aperta il 27 giugno 2007. Basata sul sistema VAL e usando materiale rotabile VAL 208, le prime cinque stazioni della CDGVAL servono i tre terminali, le stazioni RER e del TGV ed un parcheggio ad 8 minuti di distanza. Alle ore di punta, la frequenza dei treni è di meno di 4 minuti.
Il servizio è gratuito e funzionante 24 ore su 24, 365 giorni l'anno. Per la durata di sei anni, la gestione è stata affidata alla Siemens e alla Keolis.

## Storia
Il progetto della linea rimpiazzò il progetto SK6000, che è stato abbandonato dopo le prove nel 1999. 
CDGVAL è stato iniziato nel 2000, la costruzione nel 2003. Il costo totale è stato di 145 milioni di euro.

## Linea 1

Schema della linea 1

|  |   |  | Stazione                                                   | Lat/Long                   | Comune             | Corrispondenze |
|  | - |  | ---------------------------------------------------------- | -------------------------- | ------------------ | -------------- |
|  | o |  | Terminal 1                                                 | 49°00′47.8″N 2°32′31.08″E  | Mauregard          |                |
|  | o |  | Parc de stationnement PR                                   | 49°00′32.28″N 2°32′41.34″E | Roissy-en-France   |                |
|  | o |  | Terminal 3 - Roissypole (Terminal 3 - Roissypole)          | 49°00′35.46″N 2°33′38.16″E | Tremblay-en-France |                |
|  | o |  | Parc de stationnement PX                                   | 49°00′36.41″N 2°34′14.18″E | Le Mesnil-Amelot   |                |
|  | o |  | Terminal 2 - Gare (RER Aéroport Charles de Gaulle 2 - TGV) | 49°00′16.82″N 2°34′17.73″E | Le Mesnil-Amelot   | grandes lignes |

## Linea 2LISA

Schema della linea 2

Una seconda linea, chiamata LISA (Liaison Interne Satellite Aérogare), collega il Terminal 2E alle aree d'imbarco L e M (rispettivamente Satellite S3 e S4) ed è stata aperta il 27 giugno 2007. Si trova nell'area controllata dell'aeroporto e, quindi, accessibile solo dai passeggeri in volo. È lunga 1,0 km (3 stazioni). Questa linea collegherà in futuro, probabilmente, anche il terminal regionale Schengen 2G.
|  |   |  | Stazione                        | Lat/Long                   | Comune           | Correspondenze |
|  | - |  | ------------------------------- | -------------------------- | ---------------- | -------------- |
|  | o |  | Satellite S4 (Portes M21 à M50) | 49°00′16.74″N 2°35′24.36″E | Le Mesnil-Amelot |                |
|  | o |  | Satellite S3 (Portes L21 à L53) | 49°00′15.73″N 2°35′08.7″E  | Le Mesnil-Amelot |                |
|  | o |  | Terminal 2E (Portes K21 à K54)  | 49°00′10.25″N 2°34′40.86″E | Le Mesnil-Amelot |                |